# 72545 Robbiiwessen
72545 Robbiiwessen este un asteroid din centura principală de asteroizi.

## Descriere
72545 Robbiiwessen este un asteroid din centura principală de asteroizi. A fost descoperit pe 3 martie 2001 la Eskridge de Gary Hug. Asteroidul prezintă o orbită caracterizată de o semiaxă mare de 3,05 ua, o excentricitate de 0,05 și o înclinație de 10,6° în raport cu ecliptica.